# Veronika Bauer
Veronika Elisabeth Bauer (* 17. Oktober 1979 in Toronto, Ontario) ist eine ehemalige kanadische Freestyle-Skierin. Sie war auf die Disziplin Aerials (Springen) spezialisiert, in der sie 2001 als erste Kanadierin Weltmeisterin wurde. Bauer nahm dreimal an Olympischen Winterspielen teil und feierte vier Weltcupsiege. Sie musste ihre Laufbahn in Folge zweier schwerer Gehirnerschütterungen beenden.

## Biografie
Veronika Bauer war in ihrer Kindheit und Jugend Gymnastin und Trampolinturnerin und schuf damit die Grundlage für eine erfolgreiche Laufbahn als Freestyle-Springerin. 1994 wurde sie in Ontario Provinzmeisterin auf dem Trampolin.
Bauer debütierte Anfang Februar 1996 im Nor-Am Cup und gewann gleich ihren ersten Aerials-Wettkampf in Lake Placid. Im folgenden Winter belegte sie in vier Springen drei Podestplätze und einen vierten Rang und qualifizierte sich damit für den Weltcup. Am 1. August 1997 gab sie auf dem Mount Buller ihr Debüt im Freestyle-Skiing-Weltcup und erreichte auf Anhieb das Finale. Nach mehreren Platzierungen unter den ersten zehn belegte sie bei ihren ersten Weltmeisterschaften in Meiringen-Hasliberg Rang sechs. Im September 1999 gelang ihr als Dritte am Mount Buller der erste Weltcup-Podestplatz. Nach weiteren Spitzenergebnissen holte sie bei den Weltmeisterschaften in Whistler, ohne davor im Weltcup gewonnen zu haben, die Goldmedaille. Damit kürte sich die von Teamkolleginnen „Little V“ genannte Bauer als erste und bis heute einzige Kanadierin zur Aerials-Weltmeisterin. Ein knappes Jahr später feierte sie in Lake Placid ihren ersten Weltcupsieg. Im Rahmen der Olympischen Spiele von Salt Lake City wurde sie Zehnte. In der Saison 2002/03 gewann Bauer nach den beiden Auftaktspringen am Mount Buller auch in Fernie und erreichte mit Rang drei in der Aerials-Disziplinenwertung ein Karrierehoch. Bei den Weltmeisterschaften im Deer Valley errang sie hinter Alisa Camplin die Silbermedaille.
Danach wurden ihre Ergebnisse zunehmend unbeständig. Bei den Weltmeisterschaften 2005 in Ruka kam sie über Rang elf nicht hinaus. Nachdem sie sich als Fünfte für das olympische Finale in Sauze d’Oulx qualifiziert hatte, belegte sie dort den zwölften und letzten Rang. Die Weltmeisterschaften in Madonna di Campiglio schloss sie auf Platz sieben ab. Im Dezember 2008 erreichte sie als Dritte in China den letzten Weltcup-Podestplatz ihrer Karriere. Im Jahr darauf setzten sie die Folgen einer Gehirnerschütterung für zehn Monate außer Gefecht. Wieder genesen, nahm sie an den Olympischen Spielen von Vancouver teil, verpasste als 15. aber den Finaleinzug. Danach bestritt Bauer nur noch vereinzelt Wettkämpfe auf FIS-Ebene, zuletzt auf der Wasserrampe in Lac-Beauport im August 2013.

### Klage gegen den kanadischen Verband
Anfang Dezember 2015 reichte Veronika Bauer beim Supreme Court von British Columbia eine Zivilklage gegen die Canadian Freestyle Association (CFSA) und den Mannschaftsarzt Jeffrey Purkis wegen Fahrlässigkeit ein. Sie beschuldigte die CFSA und Purkis, ihr nach einer schweren, 2012 am Apex Mountain nahe Penticton erlittenen Gehirnerschütterung zu früh die Freigabe zur Trainingsrückkehr erteilt zu haben. Als Folge einer weiteren Gehirnerschütterung aus dem Jahr 2013 leide sie unter wiederkehrenden Symptomen, die ihr Alltagsleben schwer beeinträchtigten und es ihr unmöglich machten, zu arbeiten. Außerdem habe sie erst im Nachhinein von einem weiteren Arzt erfahren, der der CFSA von einer Freigabe abgeraten habe. Bauer forderte Schadensersatz für Schmerz und Leiden, dauerhafte Behinderung, Verdienstentgang und Verlust von Verdienstpotenzial sowie Kompensation für Familienmitglieder, die sie aufgrund der Beeinträchtigung unterstützt hatten. Der Verband reagierte mit einer Aussendung, wonach die Gesundheit seiner Athleten höchste Priorität genieße.
Veronika Bauer lebt in Calgary.

## Erfolge

### Olympische Spiele
- Salt Lake City 2002: 10. Aerials
- Turin 2006: 12. Aerials
- Vancouver 2010: 15. Aerials

### Weltmeisterschaften
- Meiringen-Hasliberg 1999: 6. Aerials
- Whistler 2001: 1. Aerials
- Deer Valley 2003: 2. Aerials
- Ruka 2005: 11. Aerials
- Madonna di Campiglio 2007: 7. Aerials

### Weltcupwertungen
| Saison  | Gesamt | Gesamt | Aerials | Aerials |
| Saison  | Platz  | Punkte | Platz   | Punkte  |
| ------- | ------ | ------ | ------- | ------- |
| 1997/98 | 32.    | 64     | 9.      | 448     |
| 1998/99 | 21.    | 65     | 11.     | 196     |
| 1999/00 | 14.    | 80     | 7.      | 400     |
| 2000/01 | 6.     | 88     | 4.      | 440     |
| 2001/02 | 9.     | 84     | 4.      | 420     |
| 2002/03 | 7.     | 93     | 3.      | 556     |
| 2003/04 | 21.    | 35     | 6.      | 422     |
| 2004/05 | 24.    | 29     | 8.      | 353     |
| 2005/06 | 23.    | 29     | 6.      | 322     |
| 2006/07 | 30.    | 23     | 12.     | 140     |
| 2007/08 | 66.    | 12     | 21.     | 108     |
| 2008/09 | 20.    | 34     | 7.      | 237     |
| 2009/10 | 72.    | 9      | 26.     | 56      |
| 2010/11 | 85.    | 6      | 20.     | 40      |

### Weltcupsiege
Bauer errang im Weltcup 18 Podestplätze, davon 4 Siege:
| Datum             | Ort          | Land       | Disziplin |
| ----------------- | ------------ | ---------- | --------- |
| 18. Januar 2002   | Lake Placid  | USA        | Aerials   |
| 7. September 2002 | Mount Buller | Australien | Aerials   |
| 8. September 2002 | Mount Buller | Australien | Aerials   |
| 26. Januar 2003   | Fernie       | Kanada     | Aerials   |

### Nor-Am Cup
- Saison 1995/96: 2. Aerials-Wertung
- Saison 1996/97: 9. Gesamtwertung, 2. Aerials-Wertung
- 4 Podestplätze, davon 1 Sieg:

| Datum           | Ort         | Land | Disziplin |
| --------------- | ----------- | ---- | --------- |
| 3. Februar 1996 | Lake Placid | USA  | Aerials   |

### Weitere Erfolge
- min. 5 kanadische Meistertitel (Aerials 2000, 2001, 2004, 2005 und 2010)[5]